# Gagauzok
A gagauzok (saját nyelvükön gagauz) a Prut és a Jalpug folyásvidékén, Budzsák síkságán élő, mintegy 230 ezer főt számláló, a török nyelvek közé tartozó gagauz nyelvet beszélő nép, amely feltehetően az úzok leszármazottja. Összefüggő területen Moldova délkeleti részén, Gagauziában, illetve Dél-Ukrajnában élnek, de kisebb csoportjaik megtalálhatóak Bulgáriában, Romániában, Oroszországban, Görögországban, Törökországban és Közép-Ázsiában is. Hagyományosan mezőgazdasági tevékenységgel, főleg szőlőtermesztéssel foglalkoznak.
A csuvasokkal, jakutokkal és a dolgánokkal együtt a gagauzok Oroszország török nyelvű keresztény (főleg ortodox és csekély mértékben protestáns) népei.

## Nyelvük
A gagauz népnév a gok-oguz vagy kök-oguz ótörök szóösszetételből ered, amelynek jelentése: ’kék oguz’ vagy ’égi oguz’. Nyelvük az altaji nyelvcsaládon belül a köztörök ág oguz csoportjába tartozik az azerivel, a türkménnel és a törökországi török nyelvvel együtt, de nagyon hasonlít a krími tatárok nyelvéhez is. A nyelv két fő (középső és déli) dialektusra oszlik, s jellemzi a szókincsét ért erős orosz, bolgár, ukrán és román hatás. Az 1990-es évek végén az önmagát gagauznak vallók 92%-a anyanyelveként tüntette fel a gagauzt.

## Eredetük
A gagauzok őstörténete a mai napig tisztázatlan, s eredetüket tekintve több feltételezés is ismert. A legelfogadottabb hipotézis szerint a mongolok 13. századi hódítása elől menekülő, a dél-orosz sztyeppéket elhagyó és az Al-Duna vidékén, Dobrudzsában letelepedő török nép, az úzok (oguz törökök) egyes csoportjainak leszármazottai lehetnek. Egy másik elmélet szerint a gagauzok a bolgártörökök leszármazottai, sőt, erőszakkal törökösített bolgárok, akik ugyan átvették a törökségi nyelvet, de ortodox vallásukat megtartották.

A nemzeti lobogó

## Történetük
A gagauz történeti hagyomány szerint a mongolok 1233-ban legyőzték az egyesült orosz–kipcsak hadakat, és ekkor a gagauzok átkeltek a Dunán, és Dobrudzsában telepedtek le, több menekülő szeldzsuk török csoporttal, besenyőkkel és kunokkal együtt, az anatóliai szeldzsuk szultán, II. İzzeddin Kejkavusz (1236–1276) nyomában.
Őseik, a Kay-Ka’us törzs tagjai Bulgária északkeleti részén, Dobrudzsában 1296-ban egy Konstantinápolynak névleg alárendelt, de gyakorlatilag önálló hercegséget hoztak létre (Uzi Ayalet), amelynek székhelye Karvuna (Kavarna) lett. Ugyancsak ekkortájt érkeztek azok a bolgár szerzetesek gagauz földre, akiknek köszönhetően áttértek az ortodox vallásra. Miután 1398-ban a terjeszkedő Oszmán Birodalom meghódította a gagauzok lakta területeket, a török nyelvi hatás ismét felerősödött, de a gagauzok nem tértek vissza az iszlám vallásra. Az erőszakos iszlamizációs törekvések elől a 18. század közepén Nagy Katalin Oroszországába szöktek. A cárnő a Besszarábiában letelepedett gagauzoknak elengedte a kötelező katonai szolgálatot, az adózást, és ingyen termőföldhasználatot engedélyezett. Az 1806–1812-es orosz–török háború során a Bulgáriában maradt nemzettársaik is követték őket orosz felségterületre.
A Nogaj Horda törökül beszélő törzsei a dél-besszarábiai Budzsák régiót a 16–18. század között lakták. Még 1807 előtt e törzsek egy része a cári kormányzat nyomására elvándorolt a Krím-félszigetre, az Azovi-tenger part menti sávjába, és Sztavropol környékére. 1820 és 1846 között a cári Oroszország a nogaj törzsek által kiürített területekre a gagauzokat telepítette le, néhány bolgárral együtt.
Kezdetben a gagauz települések jobban szét voltak szóródva egész Dél-Besszarábiában, de a gagauzok fokozatosan, spontán módon Komrát város környékére koncentrálódtak. 1869-ig a gagauzokat bolgároknak is nevezték.
Besszarábia 1812-ben az orosz birodalom része lett, és a gagauzok korábban elvándorolt tagjai visszatértek a tartomány déli részébe, mai hazájuk területére. Lélekszámuk a 19. század folyamán megnégyszereződött. 

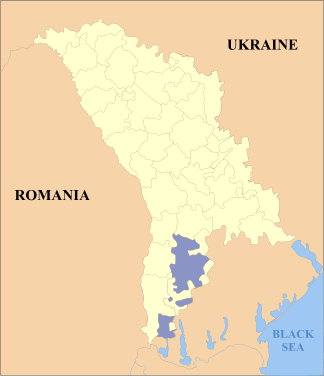
Gagauzia a mai Moldovában

1906 telén a gagauz területek öt napig függetlenek voltak, miután egy parasztfelkelés vezetői kikiáltották a Komrát Köztársaságot.
Az I. világháború után Besszarábiát Románia szerezte meg, és a román nacionalizmus a gagauzoknak nem volt ínyére. 1918–1940, majd 1941–1944 között a gagauz területek Romániához tartoztak, 1945 után a Szovjetunió részét képező Moldáv SZSZK keretén belül léteztek, és ma Moldova öt megyéje (Comrat, Ceadîr-Lunga, Congaz, Vulcănești) Gagauzia (Gagauz-Yeri) néven autonóm területet alkot.
A gagauzok lélekszáma ma kb. 230 000, ebből 147 500 él Gagauziában. A fennmaradó részük Ukrajnában (31 000), Törökországban (15 000), Oroszországban (11 000), Bulgáriában (1400), Romániában (1200), Kazahsztánban (1000) él.